# Spilosoma ursulina
Spilosoma ursulina är en fjärilsart som beskrevs av Felix Bryk 1941. Spilosoma ursulina ingår i släktet Spilosoma och familjen björnspinnare. Inga underarter finns listade i Catalogue of Life.